# Ramon di Clemente
Ramon di Clemente (n. 2 mai 1975, Johannesburg, Africa de Sud) este un canotor ce a reprezentat Africa de Sud, medaliat olimpic. A participat la 3 ediții ale Jocurilor Olimpice (2000, 2004, 2008) în care a câștigat o medalie de bronz.